# EDRA Paturi
Die EDRA Paturi ist ein ultraleichtes Amphibienflugzeug des brasilianischen Herstellers EDRA Pecas e Manutencao Ltda.

## Geschichte
Die Paturi ist eine Weiterentwicklung des von Claude Tisserands entworfenen einsitzigen Hydroplum-Amphibienflugzeugs, einer Holzkonstruktion, welche 1983 erstmals flog. An dessen 1986 erstmals geflogener Weiterentwicklung Hydroplum II, angetrieben von einem Rotax 532-Motor, erwarb die Société Morbihannaise d’Aéro Navigation (SMAN) die Produktionsrechte und baute die Maschine unter dem Namen  Pétrel. Nachdem SMAN die Produktion und den Handel einstellte, wurden die Produktionsrechte an Billie Aero Marine und EDRA Pecas e Manutencao Ltda weiterverkauft. EDRA begann 1989 mit der Produktion der  Pétrel in Brasilien. Die Maschine wurde überarbeitet und als Paturi ab 1996 auf den Markt gebracht, wo sie die Pétrel ersetzte.

## Konstruktion
Die Paturi besteht fast vollständig aus Verbundwerkstoffen, Metallkomponenten und PVC-Formteilen. Die zweisitzige Maschine ist als abgestrebter Doppeldecker mit konventionellem Leitwerk ausgelegt. Unter den unteren Tragflächen befinden sich die seitlichen Stützschwimmer. In den bootsförmigen, einstufigen Rumpf, kann ein Bugradfahrwerk eingezogen werden. Hinter dem Cockpit unterhalb der oberen Tragfläche ist ein Rotax 912 UL-Vierzylinder-Viertakt-Boxermotor mit 59,6 kW oder ein Rotax 912 ULS-Vierzylinder-Viertakt-Boxermotor mit 73,5 kW angebracht, der einen Dreiblatt-Druckpropeller antreibt.

## Technische Daten
| Kenngröße             | Daten                                                          |
| --------------------- | -------------------------------------------------------------- |
| Besatzung             | 1                                                              |
| Passagiere            | 1                                                              |
| Länge                 | 6,47 m                                                         |
| Spannweite            | 8,25 m                                                         |
| Höhe                  | 2,26 m                                                         |
| Flügelfläche          | 16,50 m²                                                       |
| Leermasse             | 300 kg                                                         |
| max. Startmasse       | 600 kg                                                         |
| Reisegeschwindigkeit  | 160 km/h                                                       |
| Höchstgeschwindigkeit | 170 km/h                                                       |
| Dienstgipfelhöhe      | 3660 m                                                         |
| Reichweite            | 1111 km                                                        |
| Triebwerke            | 1 × Rotax 912 ULS-Vierzylinder-Viertakt-Boxermotor mit 73,5 kW |